# Daniel Bédard
Daniel Bédard, né le 19 septembre 1957, est un musicien, compositeur, arrangeur, réalisateur de disques, concepteur sonore et ingénieur de son canadien,.

## Premières années
Issu d'une famille de musiciens, M. Bédard a grandi dans le quartier Donovan de Sudbury et a fait ses débuts à 14 ans comme chanteur-guitariste-pianiste dans des groupes locaux. Il a fréquenté l'école secondaire Macdonald-Cartier, qui avait un programme d'arts florissant. Il s'est également souvenu des influences formatrices qu'il a subies pendant qu'il suivait le programme de musique du Cambrian College, des collaborations avec d'autres musiciens et de la scène musicale de Sudbury,,.

## Carrière
Dans son art aux multiples facettes, Bédard a été décrit comme un « jongleur » qui aborde chaque projet avec la curiosité d'un enfant et la rigueur d'une personne constamment à la recherche de nouvelles formes et expressions. En tant que compositeur, la plus grande collaboration multimédia de Bédard a été avec l'équipe de production de Science Nord à Sudbury, bien qu'il ait travaillé avec un certain nombre d'institutions canadiennes et américaines,.Au théâtre, son association la plus étroite a été avec le Théâtre du Nouvel-Ontario,, tandis qu'au cinéma, il a travaillé avec Next Phase Motion Pictures à Sudbury, entre autres.
En tant qu'interprète, Bédard s'est produit dans des groupes et des festivals tels que Northern Lights Festival Boréal et La Nuit sur l'étang, y compris en tant que directeur musical,. Il a partagé la scène et travaillé à divers titres, notamment comme
réalisateur et ingénieur de son, sur des albums de musiciens franco-ontariens tels que Stef Paquette. Cage, un groupe électroacoustique nommé d'après le compositeur John Cage, est dirigé par Bédard.
Bédard a fait une tournée nationale avec le troubadour Pierre Germain, en tant que musicien et arrangeur pour l'album pour enfants Pierre et le Papillon,. En tant que directeur musical, il a fait une tournée au Chile et en Argentine ainsi que dans la province de l'Ontario avec l'auteur-compositeur-interprète d'origine chilienne Mauricio Montecinos.
Il a collaboré avec les poètes Robert Dickson et Michel Dallaire,,, la photographe et poète, Mary Green, et l'artiste visuel, Michel Galipeau,.
La chanson de célébration Levons nos voix  a été arrangée et réalisée par Bédard pour le 400e anniversaire de la présence francophone en Ontario. Il a également composé la musique d'ouverture des 10e Jeux franco-ontariens annuels.
Diplômé de l'Université Laurentienne, Bédard a enseigné la musique électronique, la composition et la théorie musicale à l'université de 1988 à 2009,.

## Prix
Bédard est le récipiendaire de nombreux honneurs dont :
- Ordre de la Pléiade de la section ontarienne de l'Assemblée parlementaire de la Francophonie[2],[21].
- Prix de la réalisation exceptionnelle de la Célébration annuelle des arts du maire de Sudbury[22],[23].
- Prix Hommage de l'Association des professionnels de la chanson et de la musique (APCM)[24],[25].
- Trois fois lauréat de la Trille Or de l'APCM pour la meilleure trame sonore[26],[27],[28].
- Trois fois lauréat, en tant que membre de l'équipe de production de Science Nord, des prix Thea pour les installations multimédias de la Themed Entertainment Association[29],[30].
- Prix Jackie Washington, Northern Lights Festival Boréal
- Prix Golden Sheaf, Festival du film de Yorkton, Yorkton, Saskatchewan[7]

Un certain nombre d'autres prix sont énumérés ci-dessous.

## Œuvres sélectionnées

### Installations multimédia
Paysages sonores et conception audio pour :
- Wild Weather. 2016. Exposition itinérante. Sites au Canada et aux États-Unis, 2016-2021. Productions Science Nord. Lauréat du prix Cascade pour l'exposition ou le spectacle - grande institution, 2017[31].
- Creatures of the Abyss. 2012. Exposition itinérante. Hong Kong Science Museum. Productions Science Nord. Prix Trille Or, meilleure musique, 2013[26].
- The Changing Climate Show. 2011. Théâtre d'objets. Science Nord, Sudbury. Nomination pour le prix Trille Or, meilleure trame sonore, 2013 ; lauréat du prix Themed Entertainment Association (THEA), réalisation exceptionnelle : Budget limité, 2012 (cérémonie de remise des prix : Anaheim, Californie)[32] ; Prix de la meilleure installation médiatique institutionnelle, Jackson Hole Science Media Awards, Jackson Hole, Wyoming, 2012[29].
- Otis' Big Adventure. 2009. Théâtre d'objets. McNeil Avian Center, Zoo de Philadelphie, Philadelphie. Lauréat du prix Trille Or, meilleure trame sonore, 2011[27] ; Lauréat du prix Thea, 2010, réalisation exceptionnelle, attraction zoologique : Budget limité. Cérémonie de remise des prix : Universal Studios, Hollywood[29].
- Extinction Theatre. 2006. Théâtre d'objets, Musée canadien de la nature, Ottawa. Prix Trille Or, meilleure trame sonore, 2007[28].
- Aztec on the River. 2006. Attraction multimédia et pré-spectacle du théâtre grand format. Aztec Theater, San Antonio, Texas. Lauréat du prix THEA, Réalisation exceptionnelle - Attraction : Budget limité, 2008. Cérémonie de remise des prix : Orlando, Floride[30].
- Exploring Chimpanzees: The Remarkable World of Jane Goodall. 2002. Exposition itinérante. Sites au Canada et aux États-Unis. 2002-2010. Productions Science Nord. Lauréat du prix de la meilleure exposition, Association canadienne des centres de sciences, 2003[33].

### Théâtre
Musique et conception sonore pour :
- Club des éphémères. 2020. Pièce de théâtre d'Alain Doom. Le Théâtre du Nouvel-Ontario et le Théâtre français de Toronto[34].
- En grève autour de théières fumantes. 2019. Le Théâtre la catapulte et le Théâtre action, Ottawa[35].
- Plein la gueule! 2019. Le Théâtre du Nouvel-Ontario, Sudbury[36].
- Geography of Fire. Pièce de théâtre de Colleen Murphy. 2019. Sudbury Theatre Centre[37].
- Parmi les éclats. 2018. Le Théâtre du Nouvel-Ontario[38].
- Blind Nickel Pig. 2017. Pièce de théâtre de Lara Bradley. Pat the Dog Theatre. Sudbury[39].
- BrokeDownTown. 2016. Crestfallen Theatre. Sudbury[40].
- Nowhere du Nord. 2013. Pièce de théâtre de Miriam Cusson. Chelmsford, Ont. Musagetes[41].
- Fara Lifa : Fred et Crudo do Iceland. 2012. Productions Roches Brûlées[42].
- Sahel. 2010. Le Théâtre de la vieille 17 - Ottawa. Nomination au Prix Rideau, Meilleure production de l'année, 2011[43].
- Univers. 2003. Pièce de Herménégilde Chiasson, Robert Marinier et Dominick Parenteau-Lebeuf. Coproduite par le Théâtre du Nouvel-Ontario, Sudbury, le Théâtre de l'Escaouette, Moncton et le Théâtre français du Centre national des Arts, Ottawa. Lauréat du prix Masque, meilleure production franco-canadienne, Soirée de Masque, 2003[44].
- Du pépin à la fissure. 2001. Pièce de Patrice Desbiens. Le Théâtre du Nouvel-Ontario, Sudbury. Lauréat du prix Masque, Meilleure production franco-canadienne, Soirée de Masque 2001 ; en nomination pour le prix Critic's Choice - Le Droit[45],[46],[47].
- Deuxième souffle. 1991. Pièce de Robert Marinier et Dan Lalonde. Coproduit par le Théâtre du Nouvel-Ontario et le Théâtre français du Centre national des arts[48].
- Au pays de Ti-Jean. 1983. Le Théâtre du Nouvel-Ontario et le Théâtre l'Acadie, Moncton, 1984[49].

### Film
Musique et conception audio pour :
- Fidelity. 2022- En production. Next Phase Motion Pictures, Sudbury[50].
- Perspective. 2020. Next Phase Motion Pictures[51].
- Project Uncle. 2020. Sarah Gartshore, scénariste, réalisatrice ; Shkagamik-Kwe Health Centre, producteur[52].
- The Standoff. 2011. Green Boots Films. Lauréat du prix du meilleur court métrage, Cinéfest Sudbury International Film Festival, 2011[53].
- Exploring the Weather: Reflections on Canadian Meteorology. 1990. Science North Productions. lauréat du prix Golden Sheaf, meilleur film documentaire - catégorie science et technologie, 1990, Yorkton Film Festival, Saskatchewan ; lauréat du prix du meilleur film - catégorie science, Casa de las Ciencias (La Coruña), Espagne, 1990[7].

### Radio, podcasts, télévision
Musique et conception audio pour :
- L'Insomnie, de Robert Marinier (2022) et Lucky Lady, de Jean-Marc Dalpé (2022). Thème, musique, conception sonore et mixages binauraux. Théâtre en balado. TFO - Idéllo.[54]
- Cinéma de Mishka Lavigne. 2021. Manman la mer de Djennie La Guerre, Le dire de Di de Michel Ouellette, La Meute d’Esther Beauchemin. Thème, musique, conception sonore et mixages binauraux. Théâtre en Balado. TFO - Idéllo.[54]

- Struck : A Pivot in Process. 2020. Podcast par Eric Rose. Musique, conception sonore, mixage. Playsmelter[55].
- Solastagia. 2020. Podcast. Play-in-process par Kristin Shepherd. Musique, conception sonore, mixage. Playsmelter[56].

### Musique et paysages sonores pour poésie et arts visuels
- L’écho des ombres. 2005. Paysage sonore, musique et mix. Michel Dallaire, poésie parlée. Livre avec CD. Éditions l’Interligne, Ottawa.
- À l’écart du troupeau. 2003. Paysage sonore, musique et mix. Michel Dallaire, poésie parlée. Livre avec CD. Éditions prise de parole, Sudbury, et Société Radio-Canada/CBON[57].
- le pays intime. 1999. Paysage sonore, musique et mix. Michel Dallaire, poésie parlée. Livre avec CD. Éditions prise de parole, Sudbury, et Société Radio-Canada/CBON. Prix Trille Or, meilleur album de poésie/musique, 2001[58].
- El poder intimo. 1992. Exposition. Collaboration avec Michel Galipeau, Robert Dickson et Sylvie Mainville. La Galerie du Nouvel-Ontario, Sudbury[59].
- La cuisine de la poésie présente : Robert Dickson. 1985. Éditions prise de parole, Sudbury[14].

### Œuvres électroacoustiques
Pour musiciens, gadgets musicaux et bande sonore :
- En voie d'extinction. 1993. Pour chœur et bande sonore. Créée par les Sudbury Chamber Singers, Douglas Webb, directeur de chorale. Une version révisée a été interprétée par le Vancouver Chamber Choir, Jon Washburn, directeur de chorale, Vancouver, 3 novembre 2000[60].

### Albums
- Le salut de l'arrière-pays. 2012. En tant que réalisateur, arrangeur, basse, guitare acoustique, ingénieur de mixage. Stef (Stéphane) Paquette, auteur-compositeurinterprète. Acoustic Folk SP1110. Prix Trille Or, meilleur album, 2013[61],[62].
- L'homme exponentiel - les singles. 2003. En tant que producteur, arrangeur, basse, guitare acoustique, ingénieur de mixage. Stef Paquette, auteur-compositeur-interprète. SP0703. Pop. Nommé pour la Trille Or, meilleur album, 2005 ; Prix Trille Or, Homme exponentiel, chanson primée de l'année, 2005[63].
- ¡Baila Conmigo! 2001. En tant qu'arrangeur, bassiste, réalisateur, ingénieur de son et de mixage, programmation. Mauricio Montecinos, chanteur et guitariste. Global Art Beat Productions : GABP0401[64].
- Écho. 1999. Comme réalisateur, arrangeur, basse, guitare acoustique, ingénieur de mixage. Jacinthe Trudeau, violoniste. JT 0699. Violon/worldbeat. Nommé pour le meilleur album instrumental et gagnant du prix du meilleur album folklorique aux Canadian Aboriginal Music Awards 2000 ; Prix Trille Or, meilleur album instrumental, 2001[7].
- Pierre et le Papillon. 1982. Comme arrangeur et multi-instrumentiste. Pierre Germain. MP 1085. Réédité en 2000 sous le nom de Brindille chante Pierre et le Papillon, Prix Trille Or, meilleur album pour enfants, 2001[7].